# Froyelles
Froyelles é uma comuna francesa na região administrativa de Altos da França, no departamento de Somme. Estende-se por uma área de 2,79 km². Em 2010 a comuna tinha 104 habitantes (densidade: 37,3 hab./km²).